# Finale (programa)

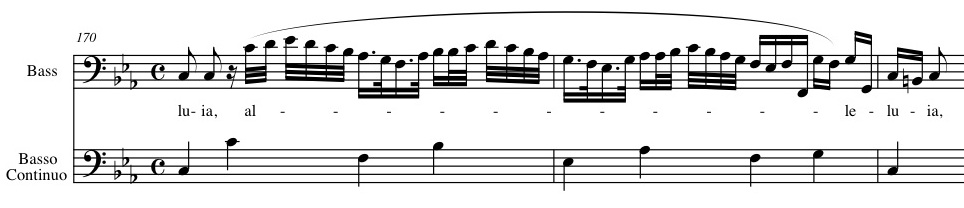
Compases 170 y 171 de la cantata Der Herr ist mit mir, de Dieterich Buxtehude (BuxWV 15). Muestra un pasaje de bajo y de bajo continuo, con otras partes omitidas. Fue creado con Finale 2006 (versión 3) para Macintosh.

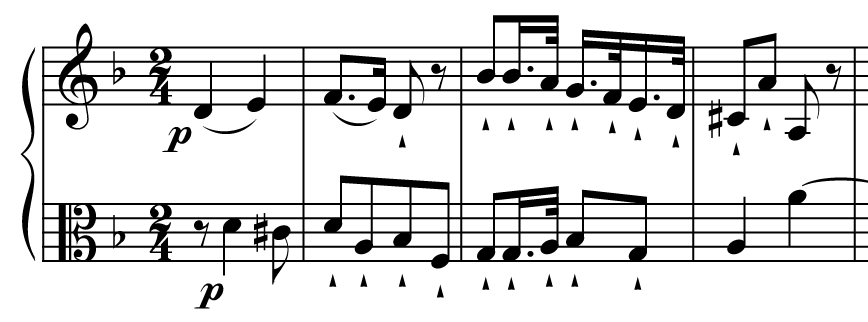
Tema del canon y contrapunto, del segundo movimiento de la Sinfonía n.º 70 en re mayor (de Joseph Haydn), escrita con Finale.

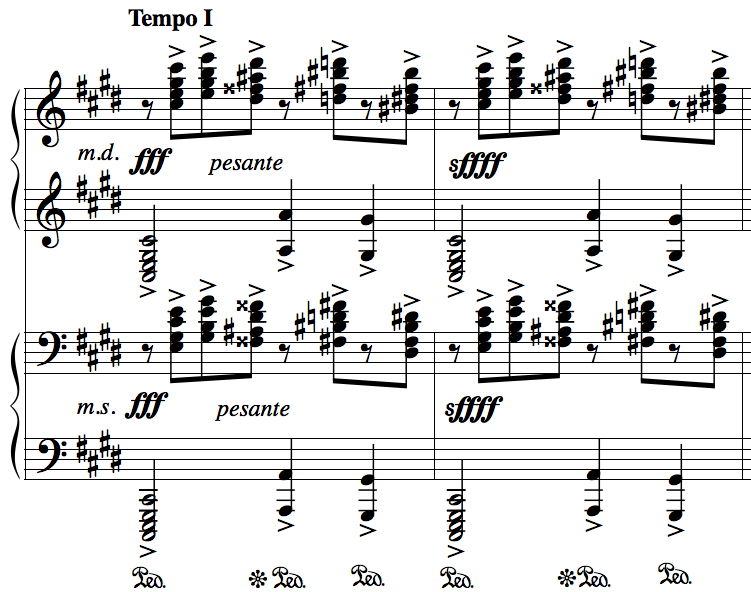
Recapitulación del tema del Preludio (opus 3, n.º 2), de Serguéi Rajmáninov.

Finale es un editor de partituras, es decir un programa completo para escribir, ejecutar, imprimir y publicar partituras de música.
Fue creado por la empresa MakeMusic.
Está diseñado para toda clase de músicos, desde estudiantes y profesores hasta compositores profesionales.
Es el programa más importante de una serie de programas de edición de partituras creados por MakeMusic para Microsoft Windows y Mac OS X.
Con Sibelius en segundo lugar, Finale es el programa de notación musical más popular del mercado internacional.
MakeMusic también ofrece algunas versiones menos caras de Finale.
Estas incluyen Finale NotePad, Printmusic y el ya discontinuado Allegro.
Otras versiones, el Finale Guitar (Finale para guitarra) y Finale Songwriter (finale para creador de canciones), presentan versiones más sencillas, adaptadas a las necesidades de distintos tipos de músicos. Además distribuyen de forma completamente gratuita el programa "Finale Reader", con el cual se pueden abrir, reproducir e imprimir partituras escritas con cualquiera de las otras aplicaciones de MakeMusic.
Otra versión «light», el Finale NotePad Plus, se hizo varios años pero fue descontinuada.
Este programa ha sido reconocido como el «programa estándar de la industria» de facto.
Su última versión fue el Finale 27, lanzado en 2021.

## Características
Como otros programas de partituras, Finale permite escuchar lo que está escrito, mediante el uso del protocolo MIDI (utilizando la tarjeta de sonido de la computadora).
También permite grabar esa ejecución (con sonido bastante pobre desde el punto de vista tímbrico) en un CD de audio.

## Usuarios prominentes
Finale es usado por escuelas prestigiosas como la Juilliard School, la Berklee College of Music, el New England Conservatory, la Millikin University y el Lemmensinstituut.
También lo usan algunas empresas editoras de partituras, como la Hal Leonard Corporation.
Algunas películas ganadoras del Óscar de la Academia fueron puestas en partitura con el programa Finale:
- Finding Neverland
- Harry Potter y el prisionero de Azkaban
- Michael Clayton
- Million Dollar Baby
- Ratatouille
- Entre copas
- Spider-Man 2
- El aviador
- La brújula dorada
- La Pasión de Cristo
- The Polar Express
- The Village

## Críticas y problemas conocidos
El programa Finale «tiene una empinada curva de aprendizaje» y requiere «una significativa inversión en... tiempo para aprender a utilizarlo».
Los músicos que han empezado a usar Finale mientras están tratando de determinar cuál programa de notación utilizar, frecuentemente han encontrado que Finale tiene una curva de aprendizaje mucho más empinada y lenta que su principal competidor, Sibelius.
Algunos usuarios de Finale no están de acuerdo. Otros sostienen que una curva un poco más lenta de aprendizaje es necesaria para incorporar el alto nivel de ajuste manual de un pentagrama que permite Finale (y por lo que es alabado).
Los siguientes son algunos problemas específicos que algunos usuarios han enfrentado al usar Finale (la lista presenta los problemas desde los más comunes hasta los menos comunes):
- La acomodación automática de los compases en Finale no siempre ubica las barras de compás donde el usuario las necesita. Aunque hay varias maneras en que el usuario puede evitar que Finale le acomode las barras de compás, esto no es tan obvio para el novato.
- En las obras que comienzan con un compás anacrúsico, Finale permite que el usuario ponga los valores correctos de las notas, pero no pone los valores correctos de los silencios. Si el arreglador no se da cuenta de este error (y no corrige esto a mano en cada pentagrama), a la hora de ensayar esto generará confusión en los instrumentistas que no tienen que tocar nada, ya que verán un silencio completo en vez de un silencio con el valor correcto en sus partichelas. (Esto fue corregido a partir de 2010).
- Aunque Finale automáticamente evita las colisiones entre las notas y otros elementos, a veces no lo resuelve completamente. Finale 2007 incluye un plug-in que agrega o quita espacio entre pentagramas para evitar colisiones verticales.
- Los usuarios que quieran abrir archivos hechos con versiones más modernas de Finale descubrirán que no es completamente compatible con versiones antiguas. Las versiones más modernas pueden abrir archivos antiguos, pero un archivo no se puede convertir a una versión más antigua. Finale 2003 agregó una opción para importar y exportar archivos del tipo MusicXML, lo que resolvió hasta cierto punto este problema.
- La búsqueda y reemplazo de texto no siempre encuentra todos los casos buscados.[7]
- Finale no permite el uso de Unicode al escribir letras de canciones. Hasta Finale 2007, sólo se podían utilizar caracteres basados en ASCII. En cambio sí permite el uso de letras de 2-bytes (enormes).
- La escritura de cuartos de tono no es simple: se debe hacer mediante una herramienta de creación. El problema es que después, si el pentagrama se mueve, se tiene que reubicar a mano cada uno de los cuartos de tono hasta su lugar correcto.